# Ipomopsis longiflora
Espèce
Classification phylogénétique
Ipomopsis longiflora est une espèce de plantes à fleurs de la famille des Polemoniaceae, originaire du continent nord-américain. Elle a été considérée comme une plante médicinale importante par les tribus amérindiennes du sud-ouest des États-Unis, notamment par les Navajos.

## Description morphologique

### Appareil végétatif
Cette plante herbacée, annuelle ou bisannuelle, atteint généralement 50 ou 60 cm de hauteur (variation entre 25 et 100 cm). Elle possède des tiges minces, simples ou ramifiées, et peu garnies de feuilles. Ces dernières sont étroites, à disposition alterne. Les feuilles situées près de la base des tiges peuvent atteindre 3,8 cm de long et sont pennées de telle sorte qu'elles forment de 3 à 7 lobes très étroits; celles plus éloignées de la base sont plus courtes et sont elles aussi d'aspect filiformes, bien qu'entières,,.

### Appareil reproducteur

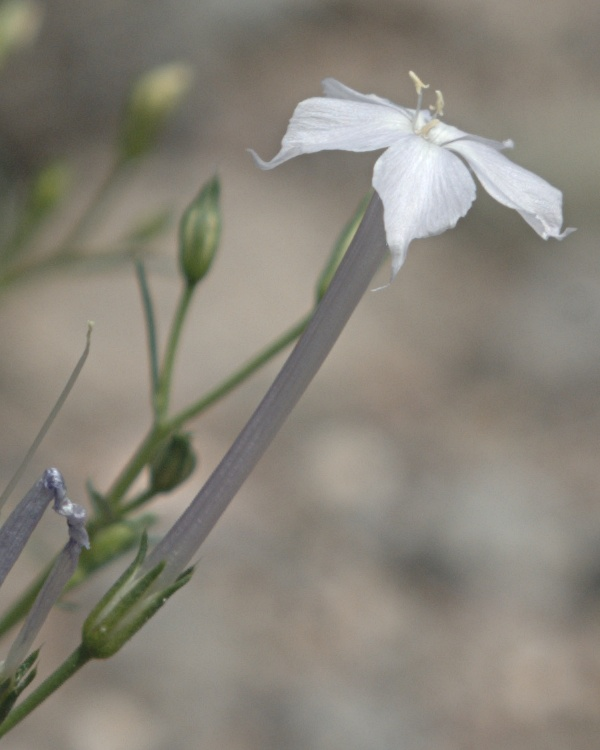
Détail d'une fleur dIpomopsis longiflora.

La floraison survient entre mars et octobre, plus couramment entre mai et septembre. 
Les fleurs apparaissent seules ou par deux (rarement trois), au niveau de l'aisselle d'une bractée. Elles sont précédées d'un long pédoncule, puis d'un calice à 5 sépales de 5 à 11 mm de longueur. Les sépales sont couverts de poils courts et ont une forme lancéolée ou ovale, acuminée (c'est-à-dire se terminant en forme de pointe). Les corolles sont fragiles, bleu-violacé pâle, bleu pâle ou blanches. Leurs pétales partiellement soudés mesurent de 2,5 à 5 cm de long. Chaque corolle débute par un tube étroit (2 à 3 mm de largeur) qui s'élargit en un pavillon formant une étoile à 5 branches, aux extrémités pointues ou arrondies. Les fleurs possèdent 5 étamines de longueur inégale, insérées sur le tube de la corolle, légèrement dépassées en longueur par le style,,. La pollinisation est assurée par des papillons de nuit.
Le fruit est une capsule oblongue de 7 à 15 mm de longueur contenant de nombreuses petites graines anguleuses (8 à 15 par loge),.
La formule chromosomique de cette espèce est 2n=14.

## Répartition et habitat
Ipomopsis longiflora vit dans les déserts ou les plaines arides, au niveau de zones sablonneuses, dans le lit de cours d'eau temporaires à sec ou à flanc de colline. Son aire de répartition s'étend, au nord, de l'Utah au Nebraska et jusqu'au Texas, et jusqu'à l'Arizona et le nord du Mexique, pour la partie sud.
Elle pousse sur sol sec, en plein soleil.

## Rôle écologique
Les fleurs pâles attirent des papillons de nuit qui butinent leur nectar.

## Systématique

### Autres appellations
D'abord décrite en 1827 sous le nom Cantua longiflora par le médecin, chimiste et botaniste américain John Torrey dans les "Annals of the Lyceum of Natural History of New York", cette espèce a été rebaptisée Ipomopsis longiflora par le botaniste américain Verne Edwin Grant en 1956. D'autres appellations ont été proposées : Gilia longiflora par George Don en 1837, Collomia longiflora par Asa Gray en 1870, ou encore Navarretia longiflora par Carl Ernst Otto Kuntze en 1891,. la plupart des auteurs considèrent l'appellation Ipomopsis longiflora comme la seule valide, mais pour d'autres la discussion reste ouverte.

### Sous-espèces
Selon Catalogue of Life, Ipomopsis longiflora présente trois sous-espèces:
- Ipomopsis longiflora subsp. longiflora (Torr.) V. Grant, la sous-espèce type ;
- Ipomopsis longiflora subsp. australis Fletcher & W.L. Wagner, à fleurs blanches, présente en Arizona et au Nouveau-Mexique.

Certains auteurs rajoutent à cette liste: 
- Ipomopsis longiflora subsp. neomexicana, présente seulement au Nouveau-Mexique.

Pour certains auteurs, il ne s'agirait pas de sous-espèces, mais seulement de variétés.

## Ipomopsis longifloraet l'homme

### Usage traditionnel chez les Amérindiens
Chez certaines tribus amérindiennes, cette plante était utilisée à des fins médicinales ou rituelles, notamment chez les Navajos, qui tenaient cette plante en haute estime.

#### Usage médicinal
La décoction de feuilles était utilisée contre les maux d'estomac chez les Indiens Hopis. Les feuilles et fleurs écrasées puis infusées étaient utilisées contre les maux de tête (notamment chez les Tewas) ou contre les douleurs en général, par exemple chez les Tewas ou chez les Navajos, qui l'utilisaient aussi comme lotion pour fortifier les cheveux. Toujours chez les Navajos, la plante mâchée avec du sel servait à lutter contre les brûlures d'estomac et l'infusion était aussi administrée aux moutons souffrant de l'estomac, mêlée à la nourriture.

#### Usage rituel
Les Navajos utilisaient cette plante dans la préparation des cérémonies rituelles. L'infusion de feuilles était utilisée froide pour se laver les yeux avant la cérémonie ou bue chaude car elle était censée permettre à l'utilisateur de chanter plus fort au cours du rituel,.

### Autres médias
- Photo sur le site Calphotos de l'University of California, Berkeley